# No es un día cualquiera
No es un día cualquiera es un magacín radiofónico matinal de Radio Nacional de España para los fines de semana, conducido y dirigido por la periodista Pepa Fernández y que se emite en España en emisoras de AM y FM a través de Radio Nacional y a través de Internet. El programa se produce desde el centro de RNE en Prado del Rey (Madrid), pero habitualmente se emite desde otros lugares de España en vivo con presencia de público.
Algunos de sus colaboradores para la temporada 2019/20 son Pancho Varona, Clara Jiménez Cruz, Antonio Lucas, Olga Viza, Elisenda Roca, Paco Tomás, Xosé Castro, Alicia Gómez Montano, Màximo Huerta o Carlos del Amor, entre otros.
Presentado por Núria Guitart y de Magín Revillo entre 1992 y 1999.Pepa Fernández dirigió y condujo el espacio entre septiembre de 1999 y julio de 2019. Entre septiembre de 2019 y julio de 2022 dirige y presenta el programa Carles Mesa. En septiembre de 2022 vuelve a presentar el programa Pepa Fernández.
Algunos de sus colaboradores a lo largo de los años han sido el periodista Andrés Aberasturi, el cantautor y político José Antonio Labordeta, el periodista José María Íñigo, Piluca Íñigo (hija del anterior), la periodista especializada en asuntos necrológicos Nieves Concostrina, el periodista musical José Ramón Pardo, el profesor y empresario Richard Vaughan, el actor Ángel Pavlovsky, el profesor y político Emilio del Río Sanz, el naturalista Joaquín Araújo, los humoristas Forges y Juan Carlos Ortega, el doctor Enrique Vivas, el comisario José Manuel Sánchez, el escritor Daniel Samper, el gastrónomo Rafa García Santos, el periodista Josto Maffeo, el periodista Manuel Campo Vidal, el lingüista Pancracio Celdrán, el cocinero Pedro Subijana, el divulgador científico Manuel Toharia, el experto en ajedrez Leontxo García, el escritor Juan Soto Ivars, la farmacéutica y divulgadora Boticaria García, el sociólogo José Juan Toharia, la periodista Rosa María Mateo, el filósofo José Antonio Marina, el periodista Màrius Serra, el periodista Carlos Dávila o el periodista deportivo Sergio Sauca.
Entre septiembre de 2008 y junio de 2019 ejerce de subdirector Carles Mesa. Hasta ese momento desempeñó la subdirección Juan Morales, prejubilado en el ERE de RTVE de 2007.
El domingo 5 de mayo de 2024 se celebró en el Teatro Monumental de Madrid, el programa 2000+1 de No es un día cualquiera al frente de Pepa Fernández. Una entrega especial ante sus escuchantes.

## Galardones al programa
Fue premio ONDAS en 2003. Entre otros premios cuenta con dos Micrófonos de Plata, la Antena de Oro, el Premio de Radio de Cambio 16 y el Premio Periodístico El Cava. En 2008, le han concedido el premio "Pica d'Estats" al Mejor Trabajo de Radio por la emisión que en julio de 2007 se hizo desde Cervera (Lérida) y nuevamente el premio ONDAS en el mismo año.

## Equipo del programa
- Dirección: Pepa Fernández
- Subdirección: Juan Yeregui
- Realización: Salomón Redón.
- Producción: Victoria Hernández y David Vicente.
- Redacción: Maricruz Hernández, Rosa Perarnau y Estefanía Navarro.

## Secciones del programa
Este programa concede una gran importancia al lenguaje, en todas sus facetas, con secciones como "Palabras moribundas" que en la temporada 2007/08 asumió Pilar García Moutón y "¿Cómo se dice y cómo se debe decir?", a cargo de la Fundación del Español Urgente.
Otras secciones destacadas son: "El acabose" y "Concostorias", con Nieves Concostrina, el "Consultorio musical del Doctor Pardo" (José Ramón Pardo) y las tertulias de los sábados y los domingos, donde se habla de temas cotidianos, más o menos trascendentales. En estas, sin participantes fijos, podemos encontrar a la periodista Rosa María Mateo, a las psicólogas María Jesús Álava y Pilar Varela, el periodista Andrés Aberasturi, el filósofo José Antonio Marina, ente otros, a los que se suman en ocasiones los colaboradores del programa.
Entre las antiguas secciones destacan «El hombre del saco», con José María Íñigo, sobre música, realizada hasta el fallecimiento del periodista.
Como una vez dijo Pepa Fernández, su directora, durante la emisión de un programa: "El fin de semana la gente lo que quiere es descansar y por eso aquí se habla de temas agradables y no, por ejemplo, de política".
Los oyentes son la base y fin del programa estando abierta la participación de los mismos en las distintas secciones y recogiendo sus opiniones en las tertulias. Desde la temporada 2007/08 se emite de 8 a 13 horas, una hora más que en anteriores temporadas.

## Colaboradores del programa
Entre otros, han sido colaboradores del programa los siguientes:
- Forges
- Leontxo García
- Michael Jacobs y Chris Stewart
- Juan Carlos Ortega (humorista)
- José María Íñigo
- José Ramón Pardo
- Joaquín Araújo
- Pancracio Celdrán
- Manuel Campo Vidal
- Andrés Aberasturi
- Pedro Subijana
- Paco Álvarez
- Golden Apple Quartet
- Richard Vaughan
- Emilio del Río Sanz
- José María Albaigès Olivart
- Manuel Toharia